# 吳勇雄
吳勇雄，中華民國政治人物，曾代表中國國民黨在工人團體當選為第一屆第四、五次增額立法委員，復代表民主進步黨連任第一屆第六次增額立法委員。